# Durchschallungsverfahren
Beim Ultraschalldurchschallungsverfahren wird Ultraschall von einem Sendekopf zu einem Empfängerkopf geschickt, die dabei das dazwischen liegende Material prüfen. Es handelt sich dabei um eine Weiterentwicklung der Methode, durch Klopfen (Schall) eine hohle Stelle hinter einer Wand zu finden.
Die Fehlerbeurteilung beschränkt sich auf die Größe der Ungänze, die genaue Lage und Winkelstellung im Material kann derzeit (2004) noch nicht geprüft werden. Durch numerische Simulationen versucht man aber, eine Zuordnung der aufgefangenen Signale zu bestimmten Fehlerarten zu ermöglichen.
Das Ultraschalldurchschallungsverfahren wird selten in der Medizin angewendet, hingegen aber in der Werkstoffprüfung, wie dem Impuls-Echo-Verfahren, durchgeführt, bei aufwendigen Werkstücken oder, wenn es gefordert wird. 